# Lac de Barterand
Le lac de Barterand est situé sur le territoire de la commune de Pollieu dans le Bas-Bugey et dans le département de l'Ain. Sa superficie est de 67,53 ha.

## Présentation
À l'instar du tout proche marais de Saint Champ, le lac est reconnu comme appartenant à une zone naturelle d'intérêt écologique, faunistique et floristique (ZNIEFF). Le lac est issu de la fonte d'un glacier à la fin de l'ère glaciaire.

## Activités
Un circuit de randonnée de 7 km permet de faire le tour du lac. Le lac dispose d'une baignade qui est surveillée pendant la période estivale.

## Faune et flore
Le lac abrite de nombreuses espèces de poissons : truites, lavarets, brochets, gardons, carpes, perches, tanches .